# Ломаты
Ломаты (тат. Лама́т) — село в Дубенском район Республики Мордовия России. Административный центр Ломатского сельского поселения.

## География
Село Ломаты расположено на реке Ломатка, недалеко от впадения её в реку Штырму, в 17 км от районного центра и 30 км от железнодорожной станции Атяшево.
С южной стороны к селу Ломаты примыкает село Неклюдово.

## Название
Название Лома́ты — гидроним: по одноименной реке Ломатка, на которой оно расположено. Происхождение гидронима связано со словом «лом (лам)» (низина, пойма).
В середине XIX века в Ардатовском уезде с этим названием было три населенных пункта: село Ломаты-Никольское (Неклюдово), село Ломаты, сельцо Ломаты.

## История
Основано в XVII веке.
Село расположено на чернозёмных почвах, что определяет земледельческий, животноводческий уклад хозяйственно-экономической деятельности населения, состоявшего из четырёх основных национальностей: татары, мордва, чуваши, русские.
Кроме того, в отдельной части села небольшими группами постоянно проживали цыгане, карелы, украинцы, удмурты, калмыки.
В 1780 году деревня Ломаты, при речке Ломатке же, служилых татар, крещёных татар, село Никольское Ломаты тож (ныне Неклюдово), при речке Штырме, помещиковых крестьян из Алатырского уезда, вошли в состав Котяковского уезда Симбирского наместничества.
В «Списке населённых мест Симбирской губернии» (1859): Ломаты — деревня удельных крестьян из 100 дворов в которых жило 779 крестьян и сельцо Ломаты, в которой в 11 дворах жило 93 человека,  Ардатовского уезда.
В селе до революции имелось пять мечетей, православная церковь, дом молитвы, языческое святилище, девятилетняя русская школа, татарское медресе и церковно-приходская четырехлётка.
В силу плотного хозяйственно-бытового общения, практически всё население владело четырьмя-шестью языками, уживались и национальные традиции, ритуалы вероисповедания.
1930-х гг. в Ломатах был создан колхоз, позднее преобразован в отделение совхоза «Дубёнский», с 1997 г. — СХПК «Ломатский».

## Мечеть
В 1990-е годы молитвенным помещением для мусульман служило здание бывшего детского сада.
26 июля 2008 года в селе состоялось торжественное открытие новой сельской мечети.

## Инфраструктура
В современной инфраструктуре села — средняя  школа, библиотека, Дом культуры, медпункт, отделение связи, сберкасса, 3 магазина.

## Население
| 2002 | 2010 |
| ---- | ---- |
| 400  | ↘322 |

## Достопримечательности
- Памятник воинам-землякам, павшим в годы Великой Отечественной войны.